# La Futura
La Futura è il quindicesimo album in studio del gruppo musicale rock statunitense ZZ Top, pubblicato nel 2012.

## Tracce
1. I Gotsta Get Paid (Dorie Dorsey, Billy Gibbons, Kyle West, Albert Brown III, Joe Hardy, G.L. Moon) – 4:03
2. Chartreuse (Gibbons, Dusty Hill, Frank Beard, Moon) – 2:57
3. Consumption (Gibbons) – 3:47
4. Over You (Gibbons, Tom Hambridge) – 4:29
5. Heartache in Blue (Gibbons, Trey Bruce) – 4:09
6. I Don't Wanna Lose, Lose, You (Gibbons, Hambridge) – 4:20
7. Flyin' High (Gibbons, Austin Hanks, D. Sardy) – 4:17
8. It's Too Easy Mañana (David Rawlings, Gillian Welch; add. Gibbons) – 4:47
9. Big Shiny Nine (Gibbons, Hardy, Moon) – 3:11
10. Have a Little Mercy (Gibbons) – 3:18

## Formazione
- Billy Gibbons – chitarra, voce, piano
- Dusty Hill – basso, cori
- Frank Beard – batteria
- James Harman – armonica
- Dave Sardy, Joe Hardy - piano, organo

## Classifiche
| Classifica (2012) | Posizione raggiunta |
| ----------------- | ------------------- |
| Stati Uniti       | 6                   |
| Regno Unito       | 29                  |